# Parafia Wniebowzięcia Najświętszej Maryi Panny w Łukowej
Parafia Wniebowzięcia Najświętszej Maryi Panny w Łukowej – parafia należąca do dekanatu Tarnogród diecezji zamojsko-lubaczowskiej. 
Parafia została erygowana w 1466 roku.  Od 12 stycznia 1630 roku należała do dekanatu leżajskiego. Od 1787 roku do dekanatu tarnogrodzkiego.. Mieści się pod numerem 232. Prowadzą ją księża diecezjalni.
Do parafii należą wierni z następujących miejscowości: Babice, Kozaki, Łukowa, Osuchy, Podsośnina.

## Galeria

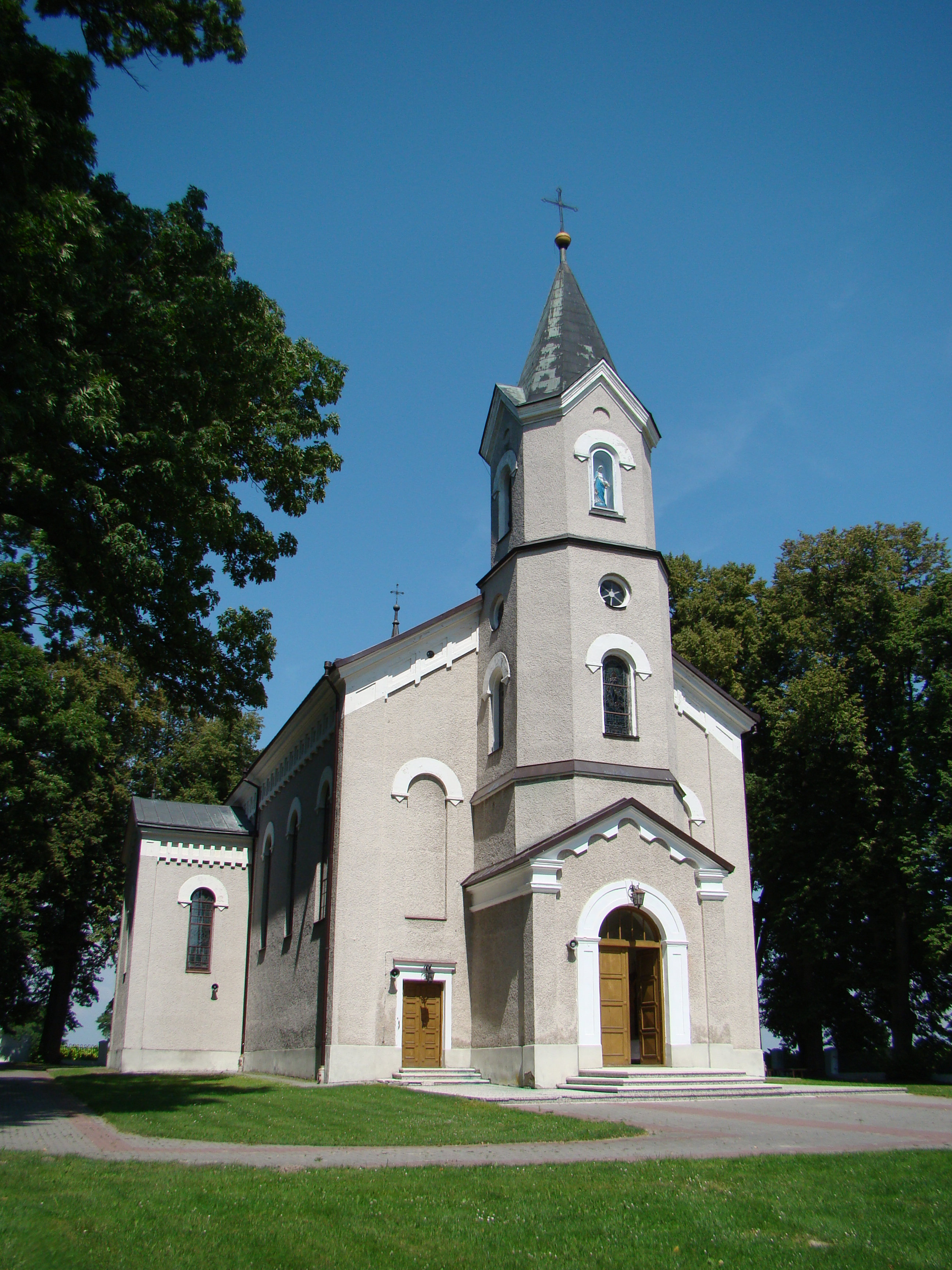
Kościół parafialny
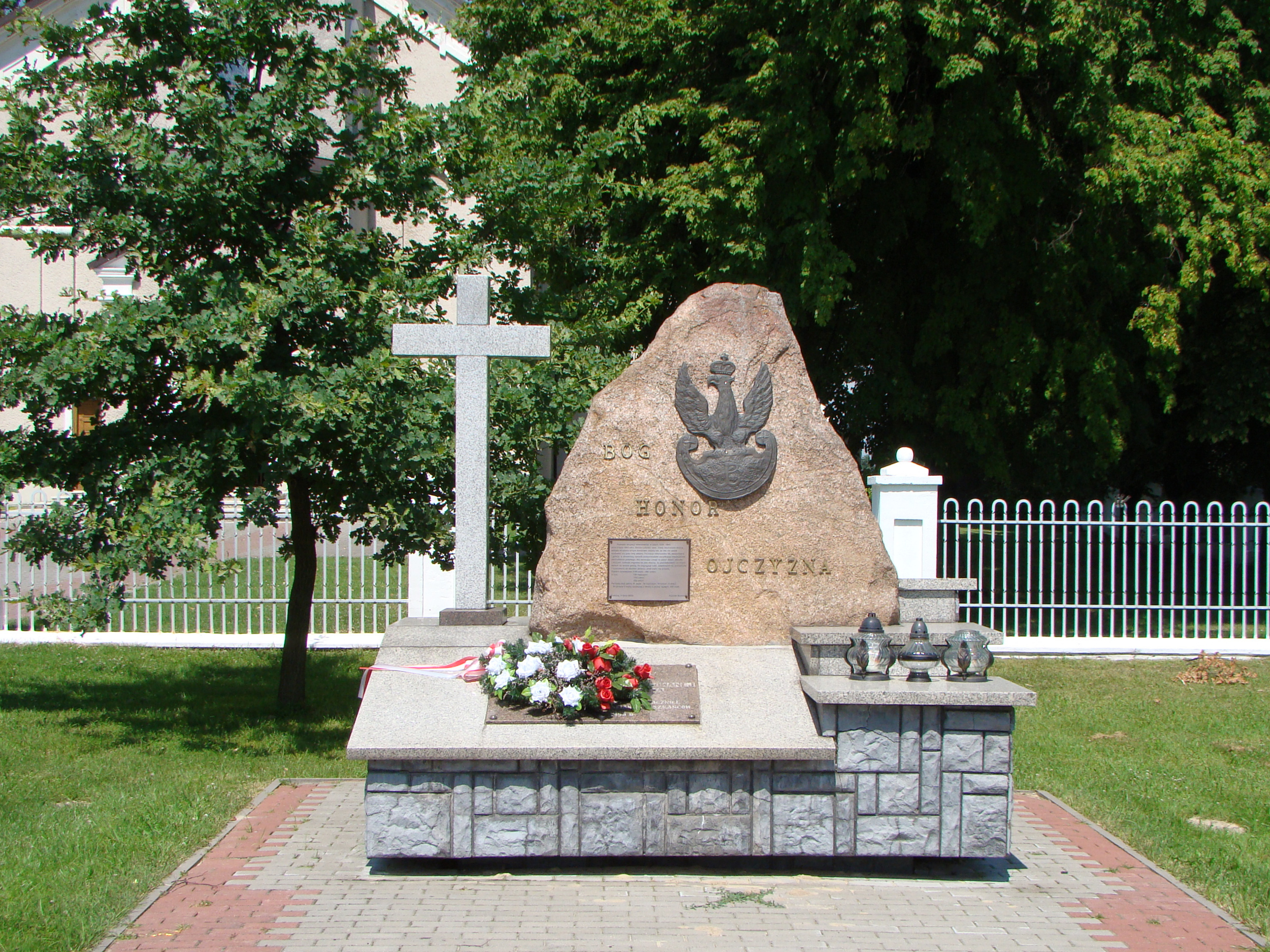
Pomnik przed kościołem
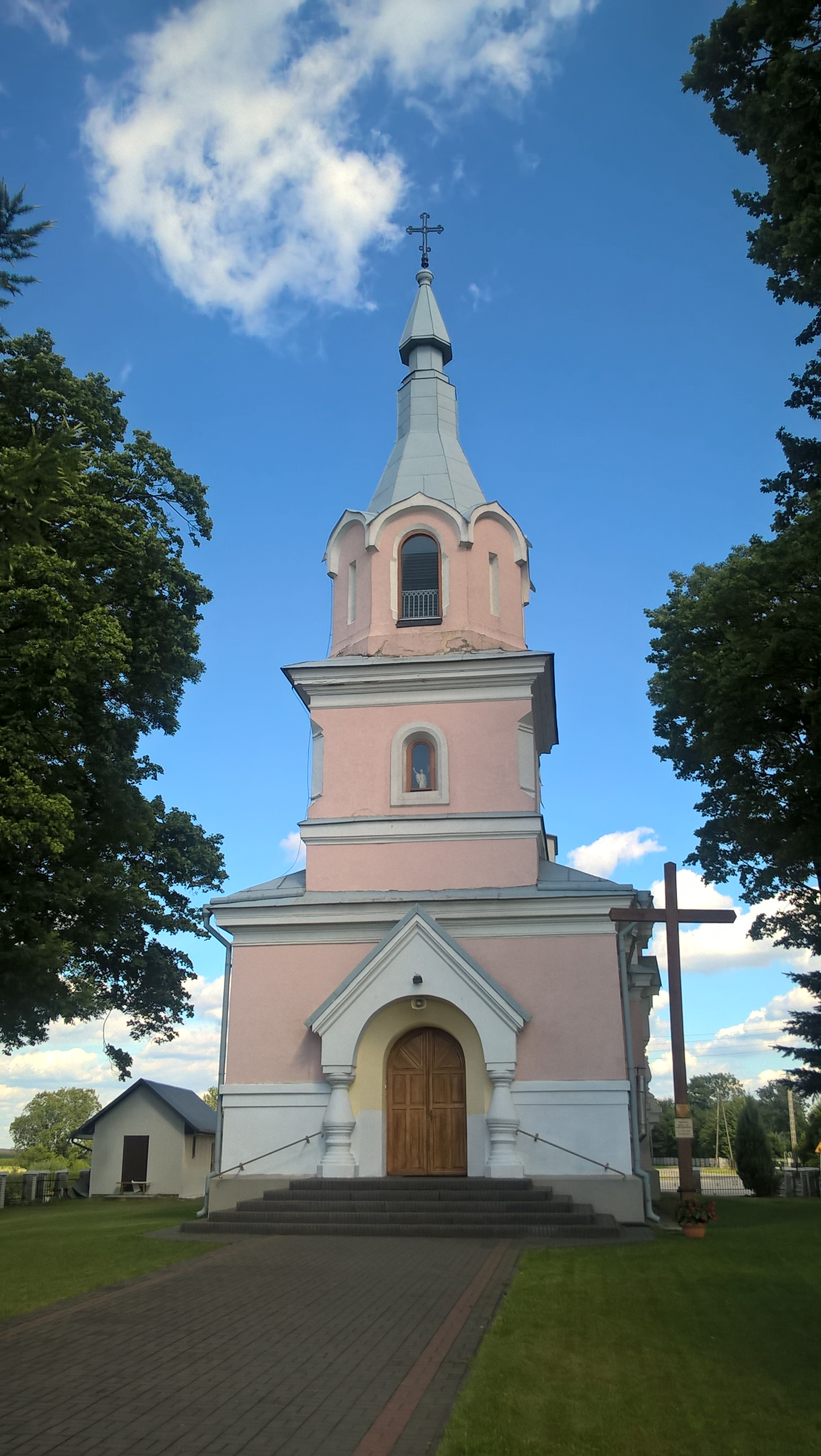
Kościół filialny w Babicach